# Mouriri
Mouriri é um género botânico pertencente à família Memecylaceae.

## Taxonomia
Alguns botânicos colocam esse gênero na familia Melastomataceae. Essa diferença de classificação ainda não está resolvida, pois botânicos conceituados divergem a esse respeito.
Pertencem a esse gênero 53 espécies com nomes reconhecidos.
Apresentam distribuição geográfica nas regiões tropicais. As espécies brasileiras estão listadas em .[ligação inativa]

## Espécies selecionadas
- Mouriri abnormis
- Mouriri acuta
- Mouriri ambiconvexa
- Mouriri angulicosta
- Mouriri anomala
- Mouriri apiranga
- Mouriri arenicola
- Mouriri bahiensis
- Mouriri barinensis
- Mouriri completens, (Pitt.) Burret
- Mouriri gleasoniana, Standl.
- Mouriri grandiflora
- Mouriri laxiflora, Morley
- Mouriri longifolia, (Kunth) Morley - guamufate do Orinoco[3]
- Mouriri mirtilloides, (Sw.) Poir. - yayá yayá macho na Cuba.[3]
- Mouriri panamensis, Morley
- Mouriri pseudo-geminata[4]
- Mouriri pusa
- Mouriri spathulata Griseb.
- Mouriri steyermarkii Standl.
- Mouriri valenzuelana A. Rich.

## Descrição
Algumas dessas espécies tem sido estudadas com relação às características das sementes e dos frutos e uma descrição morfológica detalhada algumas espécies.
Mouriri elliptica ocorre nas savanas brasileiras, sendo conhecida como jaboticaba amarela do cerrado, croada, croadinha devido a uma marca arredondada na superfície do fruto que lembra uma coroa.
Mouriri pusa também ocorre nesse ecossistema sendo conhecida como puçá preto ou jaboticaba do cerrado.
Essas duas espécies estão distribuídas em vários estados brasileiros..
Outras espécies ocorrem na Mata Atlântica e na Amazônia, tem distribuição geográfica mais restrita.